# Acroloxus
Acroloxus ist die namengebende Gattung der Familie Acroloxidae, kleine, luftatmende Lungenschnecken (Pulmonata) aus der Unterordnung der Wasserlungenschnecken (Basommatophora). Acroloxus (gr.: „schiefe Spitze“) ist mit der Flussnapfschnecke Ancylus fluviatilis nicht nahe verwandt.

## Merkmale
Die Gehäuse sind klein (weniger als 1 cm), napfförmig und wenig skulptiert. Meist sind nur mehr oder weniger deutlich Anwachsstreifen vorhanden. Die Schale ist dünn und durchscheinend. Der Apex zeigt nach links hinten. Die Tiere besitzen in der Mantelhöhle eine Ausstülpung des Mantels, die als sekundäre Kieme funktioniert. Allerdings erfolgt die Sauerstoffaufnahme auch über die restliche Oberfläche des Weichkörpers. Die sekundäre Kieme und auch die Geschlechtsöffnungen liegen auf der rechten Seite.

## Lebensraum und Vorkommen
Die Arten kommen überwiegend in Europa vor, daneben regional auch in Nordamerika. Viele Vorkommen scheinen in der Ausdehnung begrenzt; lediglich die von Mittel- bis Osteuropa verbreitete Teichnapfschnecke hat eine etwas größere zusammenhängende Verbreitung.
Die Schnecken leben je nach Art bevorzugt in klaren, stehenden oder langsam fließenden Gewässern (Seen, Weiher, Teiche, unterirdische Gewässer bis Quelleregion) auf Pflanzenteilen, Holz, Steinen, Felsen oder auch auf anderen Molluskenschalen.

## Systematik
Die Gattung wird derzeit in fünf Arten gegliedert:
- Acroloxus coloradensis (Henderson, 1930); regional in Nordamerika (Quebec, Ontario, Colorado)
- Acroloxus improvisus Polinski, 1929; Ohridsee (v. a. in etwas größerer Tiefe im Bereich der Schalenzone)
- Acroloxus lacustris (Linnaeus, 1758), die europäische Teichnapfschnecke; Großbritannien, Mittel- und Teile Osteuropas, südliches Nordeuropa; lokal und vereinzelt auch in anderen Gebieten
- Acroloxus macedonicus Hadžišce, 1959; Ohridsee (v. a. in der oberen Litoralzone)
- Acroloxus tetensi (Kušcer, 1832); Slowenien (Höhlen- und Quellen des Einzugsgebiets der Ljubljanica); auch Vorkommen in Norditalien möglich